# Ornithogaloideae
Ornithogaloideae es una subfamilia de plantas con flores, perteneciente a la familia Hyacinthaceae.  Es originario de Europa, el oeste de Asia y África. 
Es un sinónimo de Scilloideae.

## Descripción
El androceo con 3 estambres aplanados y con apéndices, las semillas aplanadas y angulosas, con la testa firmemente adherida. Los números cromosómicos básicos van desde n=2 a n=10. 

## Géneros
Esta subfamilia incluye a los géneros:
- Albuca
- Dipcadi
- Galtonia
- Neopatersonia
- Ornithogalum
- Pseudogaltonia